# Gemeentebelangen Samenwerkingsverband Chaam

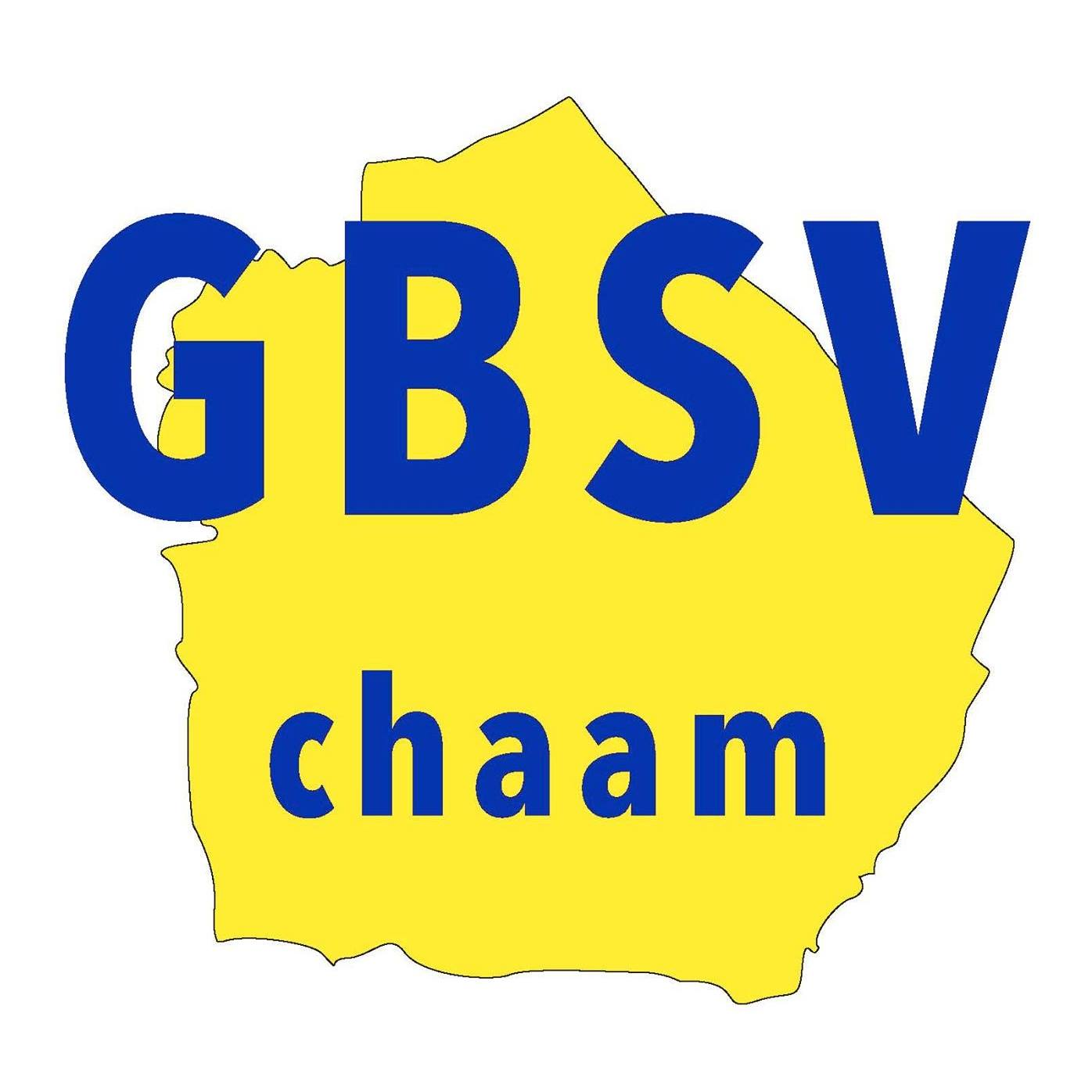

Gemeentebelangen Samenwerkingsverband Chaam (GBSV Chaam) is een lokale partij uit de gemeente Alphen-Chaam. De partij richt zich voornamelijk op de kern Chaam.
Tijdens de gemeenteraadsverkiezingen van 2018 kende de partij een lijsttrekkersduo.
De partij is sinds de gemeenteraadsverkiezingen van 2022 de tweede partij van de gemeente. Ze maakte tot 22 juni 2023 deel uit van een coalitie met GBA en de VVD. Frank van Raak was tot oktober 2023 wethouder namens GBSV Chaam. De gemeenteraadsfractie wordt geleid door Hanneke Willemstein, verder bestaat deze uit Rens Michielsen, Didi Deckers en Niek van Oosterbosch. De laatste verving in 2024 Wim in 't Veld na diens vertrek in 2024.

## Aantal zetels
| Jaartal | Aantal zetels | Aantal stemmen |
| ------- | ------------- | -------------- |
| 2006    | 2             | 748            |
| 2010    | 2             | 747            |
| 2014    | 3             | 1285           |
| 2018    | 4             | 1369           |
| 2022    | 4             | 1295           |